# Kadurhalli, Kadur
Kadurhalli là một làng thuộc tehsil Kadur, huyện Chikmagalur, bang Karnataka, Ấn Độ.